# إطلاق النار ليكي 2020
إطلاق النار ليكي 2020 في ليلة 20 أكتوبر 2020 حوالي الساعة 6:50 مساءً فتح أفراد من الجيش النيجيري النار على متظاهرين سلميين لإنهاء احتجاجات نيجيريا 2020 عند بوابة ليكي في ولاية لاغوس نيجيريا. ذكرت منظمة العفو الدولية أن 12 متظاهراً على الأقل قتلوا أثناء إطلاق النار، لكن يقال إن العدد أكبر. كانت هناك شكاوى حول الأشخاص المفقودين وتم تأكيد دخول عدد قليل منهم إلى المستشفى وفي حالة حرجة. بعد يوم واحد من الحادثة في 21 أكتوبر نفى حاكم ولاية لاغوس باباجيد سانو-أولو في البداية تقارير عن وقوع خسائر في الأرواح، لكنه اعترف لاحقًا في مقابلة مع صحفي في شبكة سي إن إن بأن «شخصين فقط قُتلا». أنكر الجيش النيجيري الذي كان الفاعل الرئيسي في إطلاق النار في البداية وقوع إطلاق النار على الإطلاق، وعدم وجود أي من أفراده عند بوابة حصيلة القتلى. وأكدوا من جديد موقفهم بأن لقطات الفيديو لأفرادها وهم يطلقون النار على الحشد كانت «مصورة». لكن بعد أسبوع اعترف الجيش النيجيري أمام لجنة تحقيق بحضور الصحافة بأنه نشر جنودًا عند بوابة تحصيل المرور بأمر من حاكم ولاية لاغوس. في اليوم التالي غرد المحافظ قائلاً: «من الضروري توضيح أنه لا يوجد حاكم يسيطر على قواعد الاشتباك في الجيش». تم اعتبار تغريدته على أنها تعني أنه لم يصدر أي أوامر من هذا القبيل.
في 21 نوفمبر بعد شهر من الحادث رداً على فيلم وثائقي لشبكة سي إن إن حول إطلاق النار، اعترف الجيش النيجيري أمام لجنة تحقيق لاغوس القضائية في إطلاق النار بأنه نشر أفراده عند البوابة وسقط عدد من القتلى بالرصاص الحي والفارغ. وأكدت أنها فعلت ذلك من أجل «حماية القوة» في حالة وقوع أي هجوم من قبل العصابات الذين تسللوا إلى الاحتجاجات. ستكون هذه هي المرة الأولى التي يعترف فيها الجيش النيجيري بإجراء جولات حية في بوابة ليكي لتحصيل المرور. على الرغم من اعترافها بالتورط إلا أنها تواصل مع ذلك إنكار قيام أفرادها بإطلاق النار على المتظاهرين وقتلهم.
قام النيجيري دي جي سويتش بعمل فيديو مباشر لعملية القتل على حسابه على الإنستجرام. على الرغم من ظهور العديد من مقاطع الفيديو واللقطات الأخرى لشهود العيان في أعقاب إطلاق النار، فإن البث يثبت أنه دليل حاسم على إطلاق النار. وأوضح في مقطع فيديو تم تصويره في 23 أكتوبر أنه شاهد إطلاق النار على سبعة أشخاص في الوقت الذي كان يبث فيه مباشرة على إنستغرام. قال إن الجنود المسلحين وضباط الشرطة أطلقوا النار عليها وعلى متظاهري احتجاجات نيجيريا 2020 السلميين عند بوابة حصيلة ليكي ليلة 20 أكتوبر، وكان من بينهم ضباط من وحدة السارس التي تم حلها. وقال أيضًا إن عدد القتلى ارتفع إلى خمسة عشر، لكنه لم يتح له الفرصة للتسجيل أكثر، حيث نفدت بطارية هاتفه. كما قال إن 15 شخصًا على الأقل قتلوا في إطلاق النار، وإنه وناجين آخرين نقلوا جثث الضحايا إلى الجنود الذين أخذوهم بعيدًا. وقد غادر البلاد منذ ذلك الحين إلى كندا بعد تعرضه لتهديدات.
في 18 نوفمبر بعد شهر من الحادث بثت سي إن إن فيلماً وثائقياً مدته ست دقائق عن إطلاق النار، وأظهر التحقيق المستقل صوراً محددة الموقع الجغرافي للضحايا وشهادات شهود العيان، وكذلك عائلات الضحايا إلى جانب مقاطع الفيديو التي تم التحقق منها. التصوير باستخدام الطوابع الزمنية والبيانات من ملفات الفيديو. وقالت الشبكة إن السلطات النيجيرية رفضت التعليق عندما تم الاتصال بها للحصول على توضيحات. كشف الفيلم الوثائقي أيضًا أنه بالتعاون مع شبكة التقارير الاستقصائية تمكنت سي إن إن من إثبات أن العديد من أغلفة الرصاص من بوابة ليكي، التي استوردت من صربيا بين عامي 2005 و2016. الفيلم الوثائقي أدى إلى ظهور موجة أخرى من الغضب، هذه المرة في الغالب تجاه رواية السلطات النيجيرية المتغيرة في مواجهة الأدلة العارية. في رده أصر الجيش النيجيري على أن أفراده كانوا «محترفين في سلوكهم» ولم يخرقوا قواعد الاشتباك. اتهم وزير الإعلام النيجيري لاي محمد، شبكة سي إن إن بـ «الصحافة غير المسؤولة» ووصف الفيلم الوثائقي لمنتج أخبار كاذبة ومعلومات مضللة.
في 24 نوفمبر كجزء من تحقيقاتها في إطلاق النار، حصلت سي إن إن على لقطات كاميرات المراقبة الحكومية وأصدرتها من كاميرات المراقبة الحكومية المطلة على بوابة الرسوم المقدمة إلى لجنة تحقيق لاغوس القضائية التي تحقق في وحشية الشرطة، وانتهاكات فرقة السارس المنحلة، وإطلاق النار على بوابة التحصيل. وأظهرت لقطات كاميرات المراقبة ولقطات أخرى من مكان الحادث في ذلك الوقت الجنود يطلقون النار على المتظاهرين من طرفي بوابة الرسوم. وتأكيدًا على الشهادة السابقة التي قدمتها شركة امتياز ليكي إلى اللجنة، توقفت اللقطات في حوالي الساعة 8 مساءً لأنه تم العبث بكاميرات المراقبة ظاهريًا لتوفير غطاء لإطلاق النار. رغم عدم تقديم أي دليل مضاد تواصل السلطات النيجيرية إنكار إطلاق الجنود النار على المتظاهرين.